# 키시팀
키시팀(러시아어: Кыштым)은 첼랴빈스크 주에 있는 도시이다. 우랄산맥이 이 도시를 지나간다. 첼랴빈스크에서 북쪽으로 90km에 위치해 있고, 인구는 3만 5325명 (2023 보관됨 2023-10-05 - 웨이백 머신 기준)이다.